# Eccellenza
Eccellenza (italienisch für Exzellenz, in Südtirol Oberliga) ist die 1991 gegründete 5. Fußball-Liga in Italien. Es ist eine Regionalliga mit 28 Divisionen, die geografisch geordnet sind. 11 Regionen haben eine Division. Piemont, Aostatal, Veneto, Toskana, Sizilien, Latium, Emilia-Romagna und Kampanien haben 2 Divisionen, die Lombardei hat 3 Divisionen.

## Auf- und Abstieg
Nachdem die reguläre Saison abgeschlossen ist, steigen die erstplatzierten Teams jeder Division automatisch in die Serie D auf.
Jede Division ermöglicht auch einem weiteren Team, an nationalen Playoffs, die Ende Mai und Anfang Juni stattfinden, teilzunehmen. Einige Divisionen wählen das zweitplatzierte Team direkt aus, während andere Divisionen eine Reihe von Playoff-Spielen unter den Top-Teams der Divisionen ansetzen, um die nationalen Playoff-Teilnehmer zu ermitteln. Sobald die 28 nationalen Playoff-Teilnehmer feststehen, treten sie im K.-o.-System gegeneinander an, und die 14 Gewinner nehmen in einer zweiten Runde teil, die wieder im K.-o.-System durchgeführt wird. Die 7 Gewinner der zweiten Runde steigen auch in die Serie D auf. Ein weiterer Platz in der Serie D wird an den Gewinner des „Coppa Italia Dilettanti“ (Italienischer Amateurpokal) vergeben, die ein ein Jahr lang dauernder Wettbewerb zwischen allen italienischen Mannschaften der beiden Ligen Eccellenza und Promozione (der darunter befindlichen 6. Fußball-Liga) ist. Insgesamt steigen 36 Teams auf, um die 36 Absteiger aus der Serie D zu ersetzen.

## Divisionen
- Eccellenza Abruzzo – 1 Division
- Eccellenza Basilicata – 1 Division
- Eccellenza Calabria – 1 Division
- Eccellenza Campania – 2 Divisionen
- Eccellenza Emilia–Romagna – 2 Divisionen
- Eccellenza Friuli – Venezia Giulia – 1 Division
- Eccellenza Lazio – 2 Divisionen
- Eccellenza Liguria – 1 Division
- Eccellenza Lombardia – 3 Divisionen
- Eccellenza Marche – 1 Division
- Eccellenza Molise – 1 Division
- Eccellenza Piemonte-Valle d’Aosta – 2 Divisionen
- Eccellenza Puglia – 1 Division
- Eccellenza Sardinia – 1 Division
- Eccellenza Sicilia – 2 Divisionen
- Eccellenza Toscana – 2 Divisionen
- Eccellenza Trentino-Alto Adige/Südtirol – 1 Division
- Eccellenza Umbria – 1 Division
- Eccellenza Veneto – 2 Divisionen